# Nazionale maschile di hockey su pista del Canada
La nazionale di hockey su pista del Canada è la selezione maschile di hockey su pista che rappresenta il Canada in ambito internazionale.
Esordì in Cile nel Campionato mondiale del 1980, posizionandosi al 14º e terzultimo posto. Partecipò anche alla successiva edizione del 1982 i Portogallo, chiudendo al 7º posto. In seguito partecipò al Campionato mondiale B nel 1988, 1990, 1992, 1994 e 1998. Nel Campionato mondiale B maschile di hockey su pista Chatham 2000 vinse la medaglia di bronzo.

## Palmarès

### Nazionale Maggiore
- Mondiale hockey su pista B: 0
  -  3º posto: 2000